# تودور آتاناسوف
تودور آتاناسوف (بلغاری: Тодор Атанасов؛ ۳۱ مارس ۱۹۵۴ – ۸ نوامبر ۲۰۲۰) بازیکن فوتبال اهل بلغارستان بود.